# 꺼끌복
꺼끌복(학명: Arothron stellatus) 은 복어목 참복과의 바닷물고기로 인도-태평양 지역의 얕은 물에 서식한다.

## 생김새
꺼끌복은 몸의 길이가 120cm까지 성장하여 참복과 중에는 매우 큰 편에 속한다.  몸의 모양은 타원형이고, 몸통은 비교적 가늘고 길다. 껍질에 비늘이 없지만 가시가 있다. 측선이 없고, 배지느러미 역시 없다. 등지느러미와 뒷지느러미는 작고 몸의 뒤쪽에 대칭하여 나있다. 큼직한 머리에 주둥이는 작고 한 쌍의 콧구멍이 있다. 입 안에 단단한 치아 4 개가 있다.
몸은 흰색에서 회색의 바탕에 검은 반점이 덮혀 있으며 배쪽은 대개 반점이 없다. 반점의 크기는 몸의 크기에 반비례하여 덩치가 큰 것의 반점이 더 작아 어린 개체는 큰 반점이 있고 다 자란 것은 작은 반점이 빽빽하다. 치어는 노란색 몸통에 어두운 줄무늬가 있다.

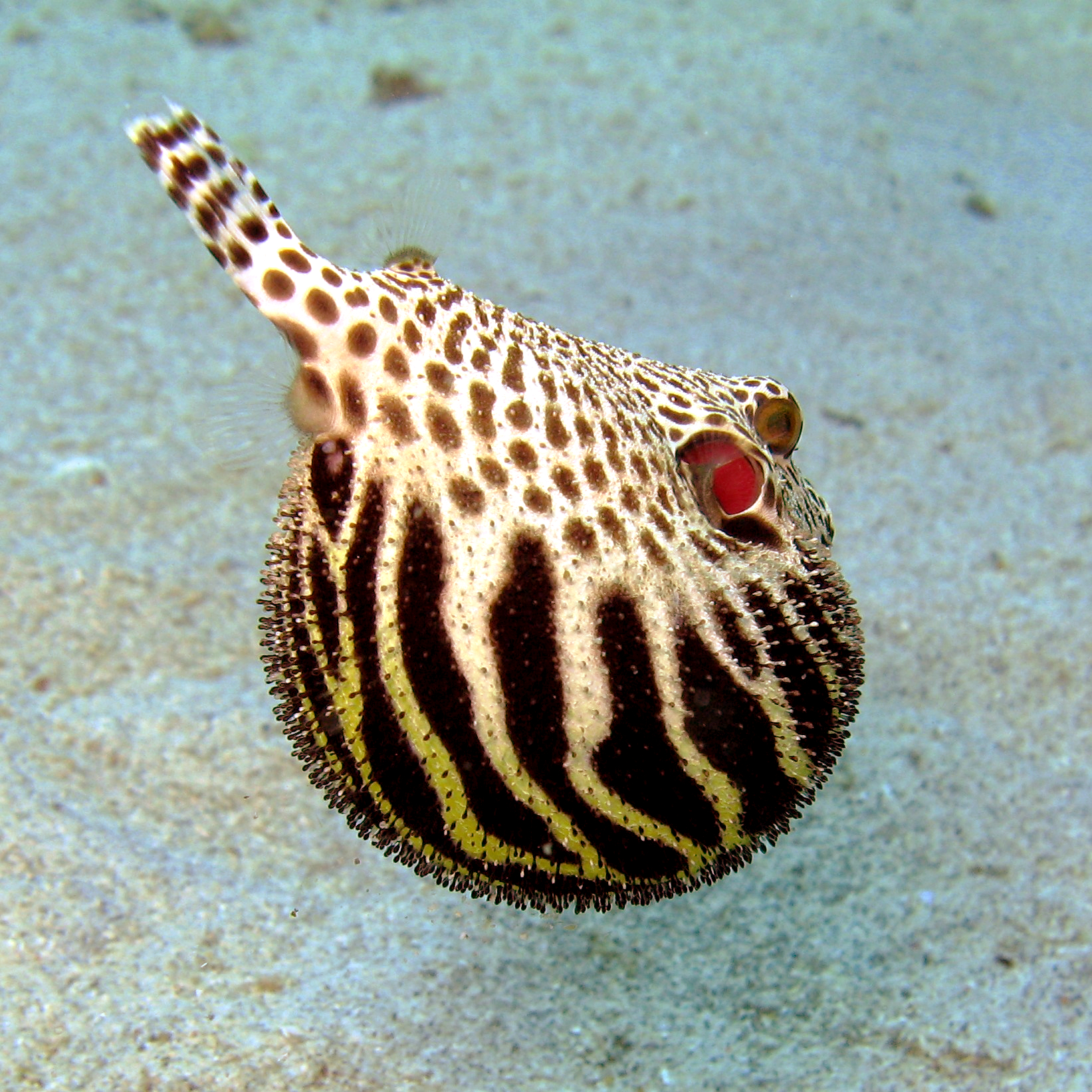
꺼끌복의 치어
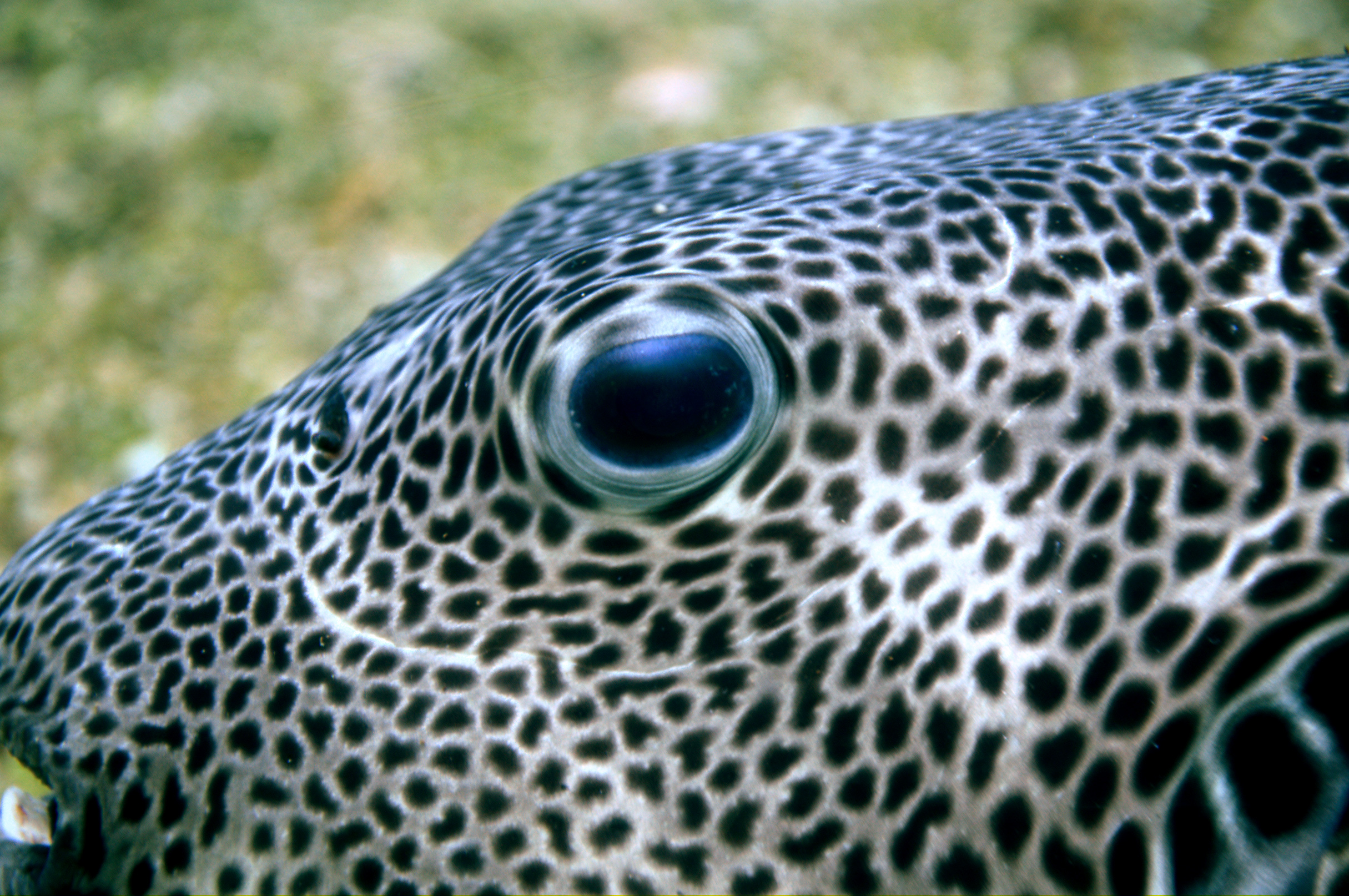
반점이 가득한 꺼끌복의 머리
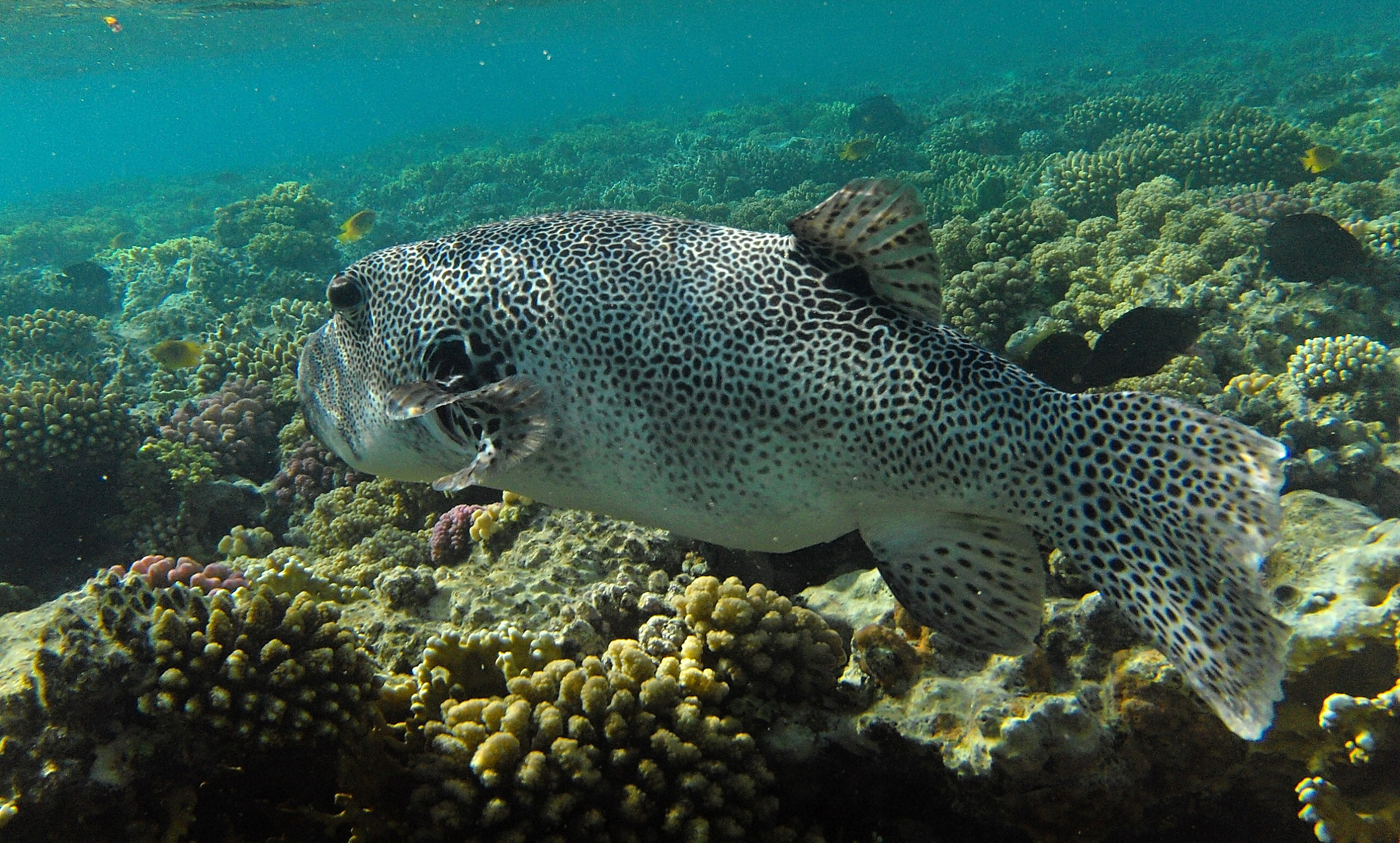
다 자란 꺼끌복

## 생태
꺼끌복은 인도-태평양 지역의 열대에서 아열대 바다에 넓게 분포하여 서쪽으로는 홍해에서 동쪽으로는 폴리네시아까지 북으로는 일본 남부와 제주도 지역에서 남으로는 오스트레일리아 동부 연안까지 서식하고 있다. 서식하는 수심 역시 연안에서 멀리 대륙사면까지 폭 넓지만 주로 서식하는 지역은 모래가 있는 수심 58 m 정도의 수역이다. 꺼끌복은 아열대성 어류여서 제주도 연안에서는 흔하지 않았으나 최근 기후변화로 점차 개체수가 늘어나고 있다.
갯지렁이와 같은 각종 무척추동물, 해면동물, 산호의 폴립, 조류 등을 먹는다. 주행성 동물로 단독 생활을 하며 자신의 영역을 지키는 습성이 있다.

## 독성
복어과의 다른 물고기들처럼 꺼끌복도 체내에 테트로도톡신이 있어 매우 위험하다. 복어의 독은 스스로 만드는 것이 아니라 독을 만드는 박테리아를 먹이와 함께 섭취하여 축적하는 것이다. 꺼끌복의 독은 주로 난소, 껍질, 간 등에 축적된다. 테트로도독신은 쥐에 대한 반수치사량이 체중 1 Kg 당 0.6~8.5μg 정도로 매우 강한 맹독이며 끓이는 것과 같은 일반적인 조리법으로는 분해되지 않는다.